# Седамнаеста славонска ударна бригада
Седамнаеста славонска ударна бригада НОВЈ формирана је 30. децембра 1942. године у рејону Воћина од по једног батаљона из Калничког, Мославачког и Првог славонског НОП одреда. При формирању имала је три батљона са око 600 бораца наоружаних са 510 пушака, 7 митраљеза и 25 пушкомитраљеза. Налазила се у саставу Четврте славонске дивизије НОВЈ.

## Борбени пут бригаде
Од 5. до 11. јануара 1943. учествовала је у борбама за ослобођење Воћина, 22/23. и 26. јануара у рушењу пруге Новска-Нова Градишка, одакле се крајем јануара у саставу 12. дивизије пребацила у Мославину и Подравину. Током фебруара је водила борбе против немачких и домобранских јединица код Пакраца, Вировитице, Сухопоља, Велике Писанице, Гарешнице, учествовала у Псуњско-папучкој операцији, 20. фебруара до 8. марта у ширем рејону Равне горе, 16. априла са Дванаестом славонском бригадом код Шушњара разбила Славонски домобрански здруг, где је погинуло 100, а заробљено 568 домобрана и 10 официра. Са Шеснаестом славонском бригадом разбила је у борбама од 8. до 9. маја делове Првог домобранског горског здруга и заузела Воћин, а 17. маја ушла у састав Десете славонске дивизије НОВЈ и дала 100 бораца за формирање 21. славонске бригаде. Ноћу 24/25. маја минирала је пругу Дарувар-Ђулавец и оштетила немачки оклопни воз, од 28. маја до 2. јуна учествовала у ослобођењу Пожешке котлине, 4. јуна одбила напад три усташке бојне (батаљона) из Осијека, упућене нападнутој посади у Нашицама коју је нападала 12. славонска бригада, а 13. јуна заузела Сирач. Током тих дејстава растао је број бораца, па је средином јуна био формиран њен 4. батаљон. Тада је бригада имала 4 батаљона, болничку чету и пионирски вод, а од наоружања поред пушака 41 пушкомитраљез, 8 митраљеза и 7 минобацача.
Ноћу 3/4. јула порушила је пругу Банова Јаруга-Липик у дужини од 10 км. Почетком јула 1943, наредбом Главног штаба НОВ Хрватске, проглашена је ударном. Да би избегли удар надмоћнијих немачких, усташких и домобранских снага које су 9. јула напале слободну територију Славоније, штаб Другог хрватског корпуса, штаб Десете дивизије и 17. бригада, пошто су у Крапју разбили усташе из Јасеновца, пребацили су се 16. јула преко Саве и у рејону села Црвени Бок, Ивањски Бок, Илијина греда разбили су немачки батаљон и затим наставили покрет у Банију. Почетком августа, бригада се поновно вратила у Пожешку котлину, 22. августа одбила немачки напад из Пожеге на Велику, 26. августа са 21. бригадом напала немачке полицијске снаге код Дрења, Дрењског Слатника, Мандићевца и Придворја, а 28. августа у рејону Подгорача разбила немачке полицијске делове и усташе. Ради јачања ослободилачке борбе на Калнику и у Хрватском загорју, по наређењу Главног штаба Хрватске, почетком септембра пребацила се тамо 10. дивизија. У покрету дивизије преко Мославине, 17. и 21. славонска бригада заробиле су 12. септембра у Херцеговцу 160 домобрана и 3 официра, а 14. септембра, при ослобођењу Поповаче, предао јој се 3. батаљон домобранског 5. брдског пука. У даљем походу на Билогору, обезбеђивала је напад 21. бригаде на Свети Иван Жабно, а на подручју Калника учествовала у борбама око Вараждинских Топлица, Глоговца и осталих места. Ослободила је 3. октобра Лудбрег, где је заробила око 400 домобрана и усташа. У борбама од 22. до 24. октобра разбила је немачко-усташку посаду у Златару и ослободила га, а крајем новембра водила успешне борбе на друму Иванић Град-Чазма. Почетком децембра 1943, пребацила се у саставу дивизије у Туропоље и Покупље, дејствовала на прузи Загреб-Сисак, учествовала 19. децембра у заузимању аеродрома Куриловец код Велике Горице, а крајем децембра поновно се пребацила преко Саве у Мославину и одатле у Славонију. Истакла се у заузимању Чаглина 22-23. јануара 1944, затим у тешким борбама у рејону Бучја и Бучког Каменског против јаких домобранских снага приспелих из Дарувара и Пакраца 7. и 8. фебруара, које је присилила на повлачење у полазне гарнизоне. Порушила је железничку пругу Загреб-Београд код Врбова 19. фебруара на 16 места и онемогућила саобраћај за 24 часа. Учествовала је у разбијању немачке колоне код Пивнице (код Вировитице) 9. марта, и поновно на истом месту немачке моторизоване колоне 18/19. марта и треће немачке колоне између Пчелића и Попелане 20/21. марта. Од 4. до 5. априла, у саставу 28. дивизије НОВЈ учествовала је у заузимању Подравске Слатине, а од 26. априла до 4. маја у борбама против немачких, усташких и домобранских снага на Папуку и Равној гори. Ноћу 4/5. маја пребацила се у Мославину где је без успеха напала усташки гарнизон у Херцеговцу. У другој половини маја и јуну водила је борбе код Нарте, Великог Тројства, Великог Грђевца, Велике Писанице и других места, а 5/6. јула учествовала у неуспелом нападу на Лудбрег, где је претрпела губитке од 99 мртвих и 66 несталих бораца. Код Лоње, заједно са Бродском бригадом пребацила је ноћу 20/21. августа веће количине жита у Банију преко комуникације Београд-Загреб и реке Саве. Дана 5/6. септембра између Окучана и Новске порушила је пругу Београд-Загреб на 180 места. По наређењу Врховног штаба НОВЈ, у саставу 28. дивизије пребацила се ноћу 13/14. септембра код Кобаша преко Саве у Босну, затим у покрету преко Мајевице водила је успешне борбе против четника, 3. октобра заузела Јању код Бијељине, а 6/7. октобра пребацила се код Зворника преко Дрине у Србију. У Србији је учествовала у ослобођењу Београда октобра 1944, а крајем новембра пребацила се на леву обалу Дрине и до средине 1945. године водила тешке борбе против Немаца и четника у рејону Бијељине, Јање и око Тузле. Од средине априла до средине маја учествовала је у борбама за ослобођење Добоја, у чишћењу четника на Мотајици, затим у ослобођењу Босанске Градишке, Босанске Костајнице, Петриње и Велике Горице.